# Canal 2 Horacio Quiroga TV
Canal 2 Horacio Quiroga TV fue un canal de televisión abierta uruguayo de la localidad rural de Colonia Itapebí, departamento de Salto. Anteriormente radicada en la vecina Biassini y autorizada a operar en enero de 1992, cumplió un servicio social para unas 3700 personas desde su aparición.

## Historia
El 28 de enero de 1992, se le otorgó la autorización al señor Hertz Ganzo Álvarez para la operación un nuevo canal de televisión en la localidad de Biassini, Salto. Se le asignó el canal 2, así fundandose Horacio Quiroga TV.
El nombre se originó en honor a Horacio Silvestre Quiroga Forteza, un poeta uruguayo nacido en Salto, reconocido como uno de los más importantes exponentes de la literatura sudamericana, aunque también ha sido identificado en diferentes ocasiones bajo distintos nombres, tales como: "Canal 2 Televisora Horacio Quiroga", "Canal 2 Colonia Itapebí" y "Canal 2 Biassini".
El 23 de junio de 1998, se autorizó el traslado de la planta emisora de Horacio Quiroga TV desde la localidad de Biassini a la localidad de Colonia Itapebí, Salto, y desde 2001, el canal quedó operando desde la nueva ubicación en Colonia Itapebí.
Se han encontrado menciones textuales a Horacio Quiroga TV en los años 2010 y 2013, por lo que se sabe que en esas fechas aún seguía existiendo. Aunque la información disponible es limitada, estas menciones permiten concluir que el canal todavía operaba en ese período. 
En relación con la transición a la televisión digital abierta en Uruguay, Hertz Ganzo Álvarez no manifestó su voluntad de migrar Horacio Quiroga TV a esta nueva plataforma. Esto probablemente se debió a que el canal solo cubría unas alejadas localidades, junto a la posibilidad de que el canal no dispusiera de los recursos necesarios para transmitir a través de la televisión digital abierta.
En el año 2018, Hertz Ganzo Álvarez expresó que se había retirado recientemente de la operación de Horacio Quiroga TV. Es deducible que el canal cesó sus emisiones alrededor de esa fecha, lo que indica que este no se encuentra más en operación.

## Programación
La programación de Horacio Quiroga TV es en su mayoría desconocida. Sin embargo, es muy probable que el canal haya transmitido programas del extinto canal de cable uruguayo, Prisma Visión, a partir de 1996, como el noticiero Prisma Noticias. La función del canal era proveer contenido a las regiones más alejadas del país, y el noticiero cumplía con la necesidad específica de cubrir este tipo de localidades.
Aunque no existen menciones explícitas o pruebas concretas de la programación local producida por el canal mismo, se puede suponer que contó con programación local en su época de funcionamiento. Esta suposición se basa en la finalidad social y comunitaria del canal, así como en la identificación de un locutor, Mario Goldmann, originario de Salto, que podría haber trabajado en la producción de programas, noticieros o promociones para el canal.

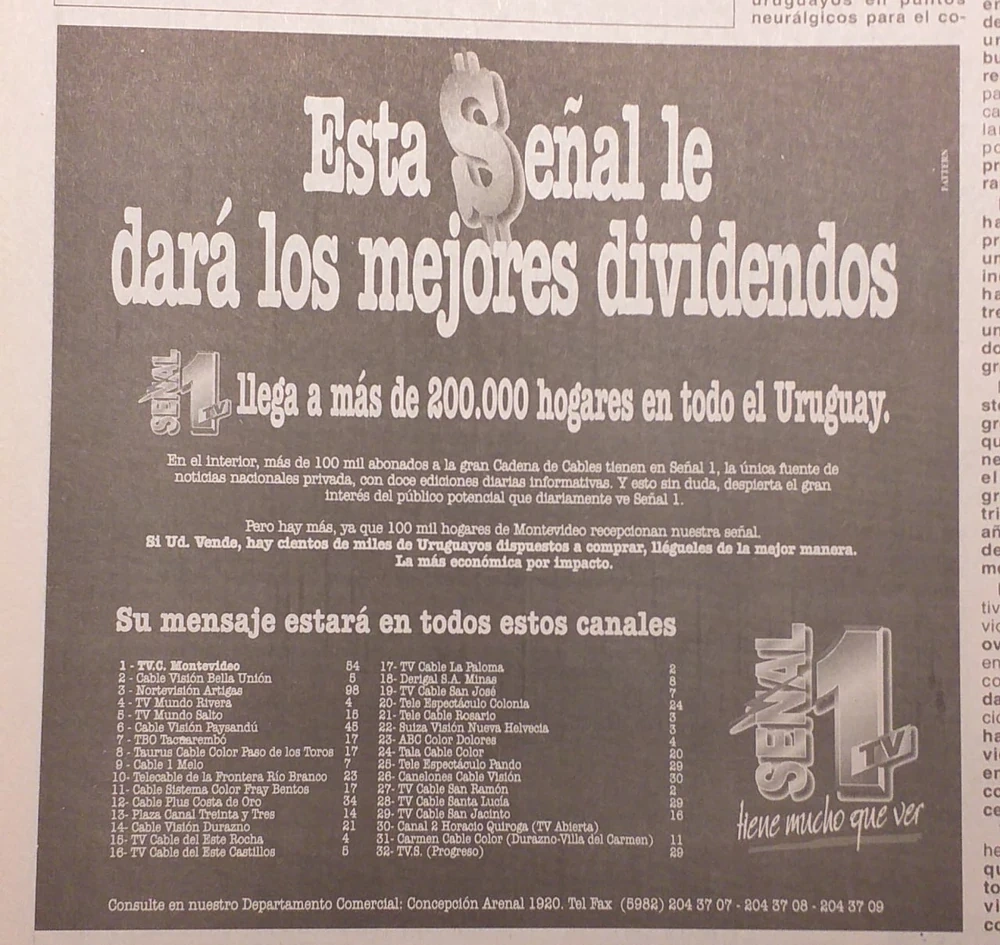
Publicidad en la prensa escrita de Señal 1, donde se menciona a Canal 2 Horacio Quiroga TV.

### Afiliación aSeñal 1
Se conoce que Horacio Quiroga TV transmitió la programación, o parte de ella, del canal de cable uruguayo Señal 1, entre los años 1999 y 2002. 

### Cablenoticias
Después de la desaparición de Señal 1, Horacio Quiroga TV comenzó a emitir Cablenoticias, noticiero central de UnoTV Salto. Sin embargo, no se tiene información precisa sobre hasta qué año se emitió Cablenoticias o si se emitió hasta el cierre de Horacio Quiroga TV.

### Entre Pagos y Caminos
Entre Pagos y Caminos fue un programa local de carácter cultural producido por Canal 4 Salto, cuyos detalles acerca de su emisión son conocidos en parte. Si bien se sabe que se transmitía a través de Campo Cable, la forma exacta en que se realizaba dicha emisión no se encuentra especificada de manera detallada. No obstante, es posible deducir que formaba parte de la programación de Horacio Quiroga TV, debido a que este es el canal local del propietario de Campo Cable.

## Campo Cable
El 4 de diciembre de 2003, se le autorizó a Hertz Ganzo Álvarez la prestación del servicio de televisión para abonados en las localidades salteñas de Colonia Itapebí, Colonia Lavalleja, Biassini, Puntas de Valentín, Rincón de Valentín, San Antonio y Saucedo. Esta autorización permitió a Hertz brindar un servicio de televisión de paga a los habitantes de estas localidades, bajo el nombre de Campo Cable.
En el año 2004, Hertz Ganzo Álvarez solicitó prórrogas para la instalación del servicio de Campo Cable, las cuales fueron concedidas por el estado, y finalmente el servicio se lanzó en algún momento alrededor del año 2010.
Hasta la fecha actual, no se sabe con certeza si Campo Cable sigue existiendo. Esta incertidumbre se debe a la falta de información disponible y a la ausencia de menciones recientes sobre el servicio. Sin embargo, se han encontrado referencias a Campo Cable en fechas posteriores a la presunta desaparición de Horacio Quiroga TV, lo que indica que podría seguir en funcionamiento.

## Ubicación
La antena de Horacio Quiroga TV se encuentra en una ubicación remota de la calle Coronel Gorgonio Aguiar en la localidad de Colonia Itapebí, con una altura de 60 metros y una potencia autorizada de 3,5 kW.
Se desconoce dónde se ubicaba anteriormente el canal, cuando aún se encontraba en la localidad de Biassini.